# バロース

1980年代に使われていたバロースのロゴ

バロース社 (Burroughs Corporation) は、アメリカ合衆国の計算機・コンピュータ企業。1886年、アメリカン・アリスモメータとして創業。1986年に同じくアメリカの企業であったスペリーを買収・合併し、ユニシスとなった。当初は機械式加算機の製造から始まり、その後プログラム可能な帳簿作成機を製造、さらにコンピュータ会社へと移行した。メインフレーム製造のかたわら、タイプライターやプリンターも製造していた。

## 創業

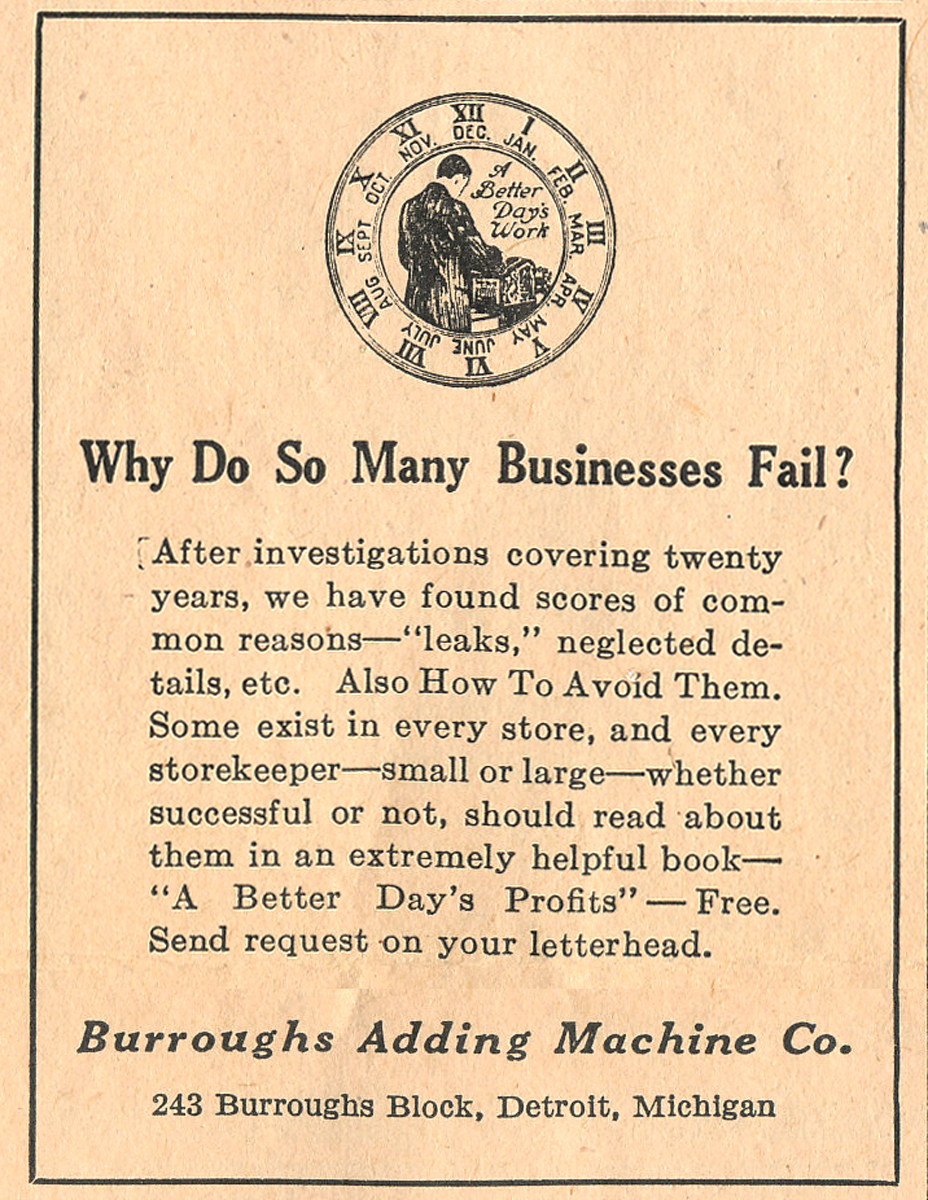
1914年のバロースの広告

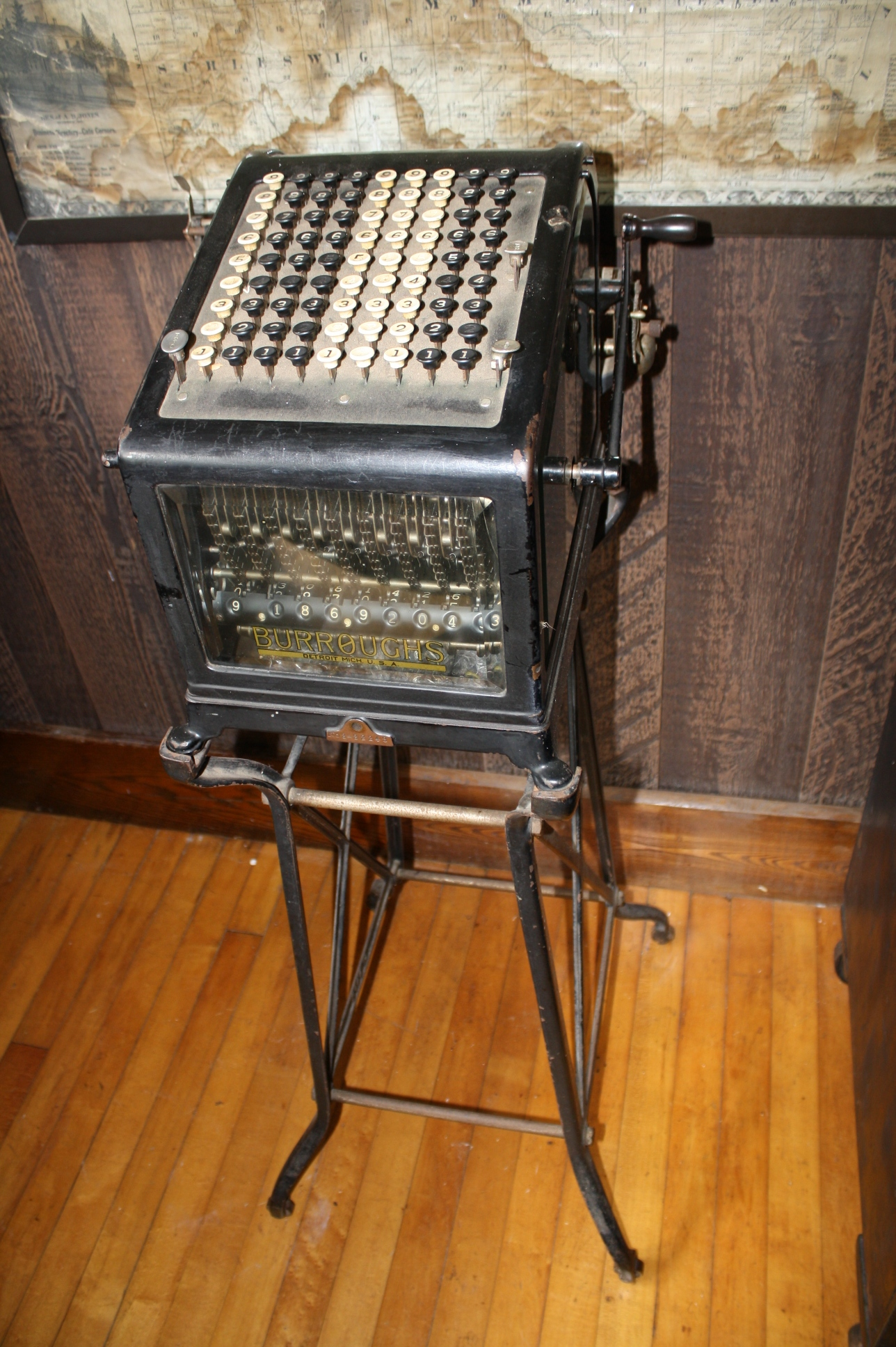
バロースの初期の加算機の1つ

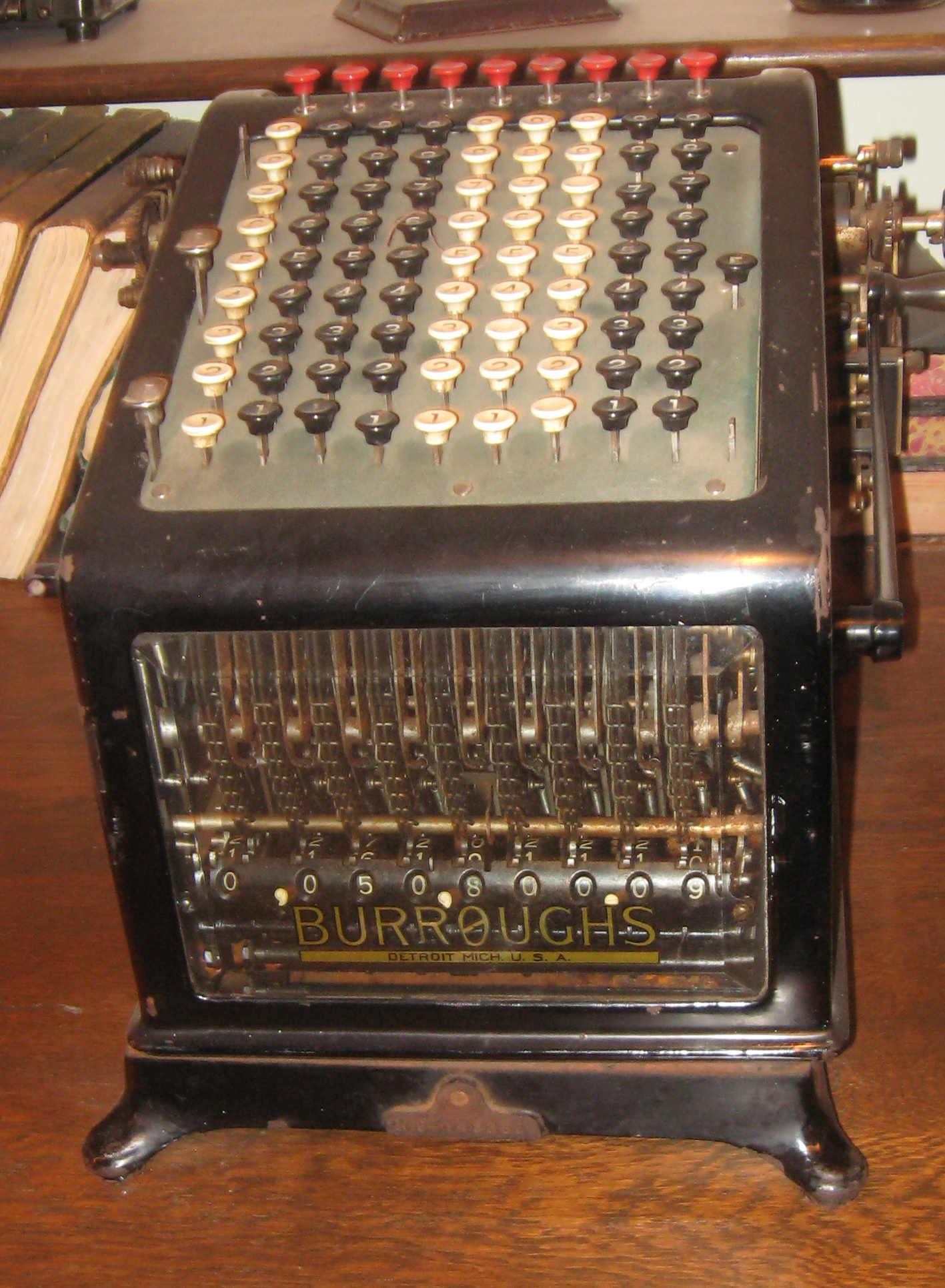
1910年ごろのデスクトップ機

1886年、アメリカ合衆国のミズーリ州セントルイスで、アメリカン・アリスモメータ (American Arithmometer Company) として設立された。創業者のウィリアム・シュワード・バロース1世が発明した機械式計算機の一種である加算機を販売する会社であった。1904年、デトロイトに移転した際に、社名をバロース・アッディング・マシン (Burroughs Adding Machine Company) と変え、1898年に死去したバロースに敬意を表した。バロースは米国内で最大の機械式計算機の会社に成長した。
なお創業者ウィリアム・シュワード・バロース1世（1857年 – 1898年）は、ビートジェネレーションを代表する小説家、ウィリアム・S・バロウズ2世（1914年 – 1997年）の祖父であり、またその息子で小説家のウィリアム・S・バロウズ・ジュニア（バロウズ3世、1947年 – 1981年）の曾祖父に当たる人物である。

## 製品ラインの発展
バロースは様々な機能の加算機を開発し、また徐々に高機能化させていった。画期的な加算機 Sensimatic は、多くのビジネス処理を半自動的に実行でき、例えば元帳をタイプする動きをプログラム可能なキャリッジを備え、元帳入力操作の間に9か18か27の試算表を格納し、機械式加算機 Crossfooter を連携動作させることができる。このような高機能加算機を会計機と呼んだ。Sensimatic を発展させたのが Sensitronic で、元帳カードの一部として付属する磁気ストライプカードに試算表を格納できるようになっていて、カードをキャリッジに挿入したとき、この試算表データを読み取って累算器に送る。Sensitronic の後継としてE1000、E2000、E4000、E8000 が続いた。E8000は磁気テープ、パンチカードのリーダーやパンチ機、ラインプリンターをサポートしたコンピュータである。
このころ、加算機よりもタイプライターなど他の事務機器の方が売り上げが大きかった。しかし、最大の転換は1953年のことである。バロース・アッディング・マシンからバロース (Burroughs Corporation) へと社名を変更し、コンピュータ企業へと明確に舵を切った。当初得意としたのは金融業界である。1956年、カリフォルニア工科大学と協力関係にあった化学機器メーカー Consolidated Engineering Corporation からスピンオフしたパサデナの ElectroData を買収。ElectroDataは既に Datatron 205 というコンピュータを開発済みで、後継の Datatron 220 を開発中だった。これによりバロース初の本格的真空管コンピュータ B205 をリリースすることになった。
1950年代、バロースは連邦準備銀行と共同で磁気インク文字認識 (MICR) の開発とコンピュータ処理（特に小切手処理）を手がけた。同社の中型機 B2700/3700/4700 に接続するMICR/OCRソータ/リーダを開発し、金融業に強いコンピュータ企業という評判を確立した。
1960年代後半には端末機 D2000、D4000 シリーズをリリース。これにはタイプボール式のプリンターと磁気ディスクが付属しており、B5500/6500/6700システムの支店端末として金融業界でよく売れ、他社メインフレームともよく接続された。1970年代にはTC500が登場している（TCは Terminal Computer の意）。
国際銀行間通信協会 (SWIFT) が1977年から運用している銀行間ネットワークのバックボーンはバロースが構築したもので、今もユニシスが担当している。

## メインフレーム
1960年代、バロースはアメリカ合衆国の主要メインフレームメーカー8社（IBMを筆頭として、ハネウェル、NCR、CDC、GE、RCA、UNIVAC）の1つとされた。売り上げから見ると、バロースはIBMに大きく水をあけられた2位ということが多かった。他の7社全部をあわせてもIBMには敵わない状態であり、「IBMと7人の小人たち」と呼ばれることが多かった。1972年までにGEとRCAがメインフレームから撤退し、IBM以外の残った5社の頭文字をとって "BUNCH" と呼ばれるようになる。
IBMのように顧客が必要とするあらゆる製品を取り揃えようと、バロースはプリンター、ディスクドライブ、テープドライブ、プリンター用紙、タイプライターのインクリボンまで品揃えしていた。
バロースは、「言語指向システム」という哲学に基づき、3つの非常に革新的なコンピュータ・アーキテクチャを開発した。それらの命令セットはALGOL、COBOL、FORTRANといった高水準言語を念頭に置いて設計されている。いずれもメインフレームクラスのマシンである。
バロース B5000
バロースの大型メインフレームはB5000（1961年）から始まった。数年後にB5500、1960年代後半に B6500/B6700、1970年代中ごろに B7700 があり、1980年代のAシリーズへと続き、現在はユニシスの ClearPath MCP となっている。これらのアーキテクチャは相互に似ており、ALGOL指向のスタックマシン設計である。オペレーティングシステムは MCP (Master Control Program) で、ALGOLを拡張した ESPOL (Executive Systems Programming Oriented Language) で書かれ、後には同じくALGOLを拡張した NEWP で書かれている。UNIXがC言語で書かれる約10年前である。コマンドインタフェースは構造化言語 WFL（Work Flow Language）を使用。スタック指向プロセッサは48ビットワードで、セキュリティが考慮されている。システムはモジュール性が高く、CPU、メモリモジュール、I/Oプロセッサなどを段階的に増設できる。金融業界では高信頼性が必須だが、バロースの大型機は連邦準備銀行などの大手銀行で採用されている。
バロース B2500
中型機 B2500（1966年）は主に事務用に設計された。COBOLを効率的に実行できるよう設計されている。BCD演算ユニットを装備し、主記憶のアドレッシングにも二進法ではなく十進法を使い、データ格納形式もBCDだった。後継としては、B49xx、ユニシスの Vシリーズ V340/V560 がある。
バロース B1700
小型機 B1700（1970年代中ごろ）はマイクロプログラム方式により、各プロセスをそのプログラミング言語に最適なアーキテクチャの仮想マシン上で動作させることが可能な設計である。書き換え可能なコントロールストアを採用している。

## メインフレーム以外
超小型汎用コンピュータの B700 は「マイクロプロセッサ」と称し、独立システムとしても大型システムに接続する通信コントローラやディスクコントローラとしても使われた。端末機の発展形として B80 や小切手処理装置なども製造していた。1982年、パーソナルコンピュータの製造を開始。Intel 8086/8088を採用した B20/B25 シリーズがある。OSにはコンバージェント・テクノロジーの開発したCTOSをBTOSと名付けて採用している。初期のLANが実装されていて、ハードディスクドライブを複数マシン間で共有する機能を備えていた。1985年、バロースはパソコン工場を中国の昆明市に設置している。
1960年代初め、イリノイ大学でのマルチプロセッサ機 ILLIAC IV の開発に参加。ILLIAC IV は128個のプロセッサを備えたSIMD型コンピュータである。
バロースは B825 などの軍用コンピュータも手がけており、ペンシルベニア州パオリのグレートバレー研究所で開発した。D825 は世界初の真のマルチプロセッサコンピュータであるとも言われている。パオリにはバロースの防衛・宇宙開発マーケティング部門もあった。
また、LEDが登場するまで主要な数字表示装置であったニキシー管の特許を保有し、ライセンス料を他の生産者から徴収していた。

## 合併
アメリカン・アリスモメータとして創業してからちょうど100周年に当たる1986年の9月、バロースはスペリーを買収・合併し、今日知られているユニシスとなった。その後もバロースのメインフレームをしばらく販売していたが、大型システム市場がデファクトスタンダードなサーバへと移行していったため、最終的には独自システムの開発をやめた。

## バロースの名称の再来

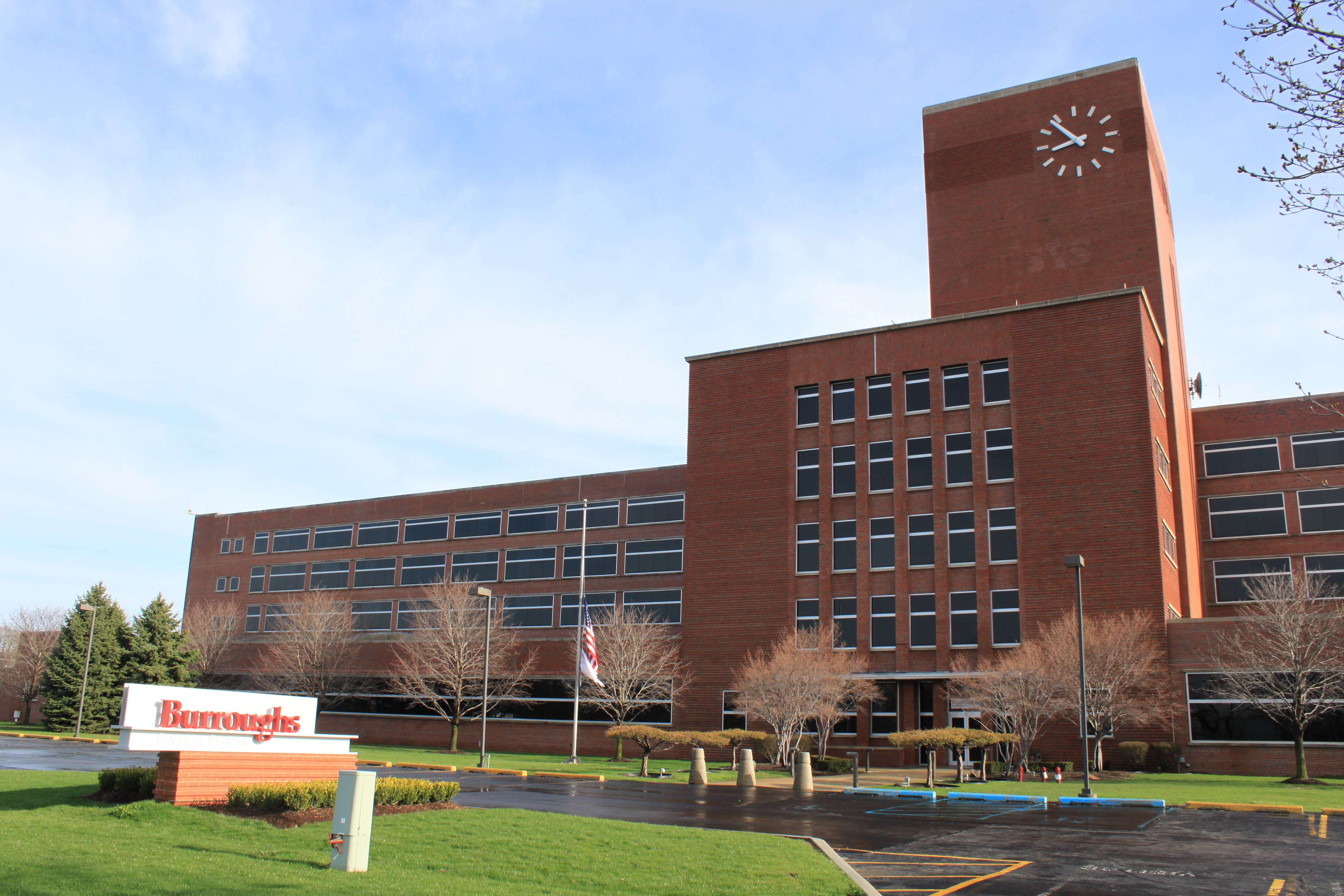
Burroughs Payment Systems (2011)

2010年、ユニシスは決済システム部門をカリフォルニアの投資会社 Marlin Equity Partners に売却。同社はそれを独立企業とし Burroughs Payment Systems と名付けた。

## ポップカルチャーとの関わり
バロース B205 はハリウッドでのテレビ番組や映画に1960年代ごろから登場している。『バットマン』のTVシリーズでは Bat Computer として B205 のコンソールが登場し、『宇宙家族ロビンソン』でもコンピュータとして登場している。また、B205 の磁気テープ装置は『タイムトンネル』や『原子力潜水艦シービュー号』に登場している。